# 杰萨
维尔克·马萨尔·德·阿尔梅达（Welker Marçal de Almeida，1986年9月24日—），习称杰萨或凯萨（Kieza），是一名巴西职业足球运动员，现在效力于中国足球超级联赛球队上海申鑫，司职前锋。

## 俱乐部生涯
杰萨在卡皮哈瓦体育开始职业足球生涯，2009年转投美洲人，下半年加盟巴甲球队弗鲁米嫩塞。2010年1月，他和弗鲁米嫩塞解约，2月20日签约克鲁塞罗。 2011年他被克鲁塞罗租借到巴乙球队瑙蒂科，他射进21球，成为联赛的最佳射手，并帮助球队升级成功。杰萨在巴乙的成功引起阿联酋球队沙巴比的注意，但在阿联酋效力半年后，他又回到瑙蒂科参加巴甲联赛。
2013年2月28日，杰萨转会加盟中国足球超级联赛球队上海申鑫。